# Cratere Inktomi
Inktomi è un cratere sulla superficie di Rea.